# Stäholm
Stäholm är en herrgård i Köpings kommun. Godset ligger vid en vik av Mälaren, en halv mil sydost om Köping. Vid godset bedrivs grisuppfödning, växtodling, skogsbruk samt uthyrning av bostäder. Även turism och konferensverksamhet förekommer.
Stäholm ligger historiskt sett i Munktorps socken och Snevringe härad.  Egendomen gjordes till säteri av Carl Henriksson Reuter i mitten av 1600-talet. Den tillhörde hans släkt till 1732 och övergick senare genom köp till medlemmar av släkterna Steuch och Sture. Brukspatron Jacob Ramsell, som 1787 köpt säteriet, gjorde det till fideikommiss 1789 för sin fosterson kapten Johan Julius Bagge. Sedan dennes son, Jacob Pehr Erik Bagge, dött barnlös 1828, ärvdes det på kvinnolinjen. 1911 tillät Kunglig Majestät att egendomarna byttes mot ett penningfideikommiss. Huvudgården Stäholm såldes till generalkonsul Ernst Philipson. Torsten Nyberg köpte 1922 Stäholms gård. Han var ägare när herrgårdsbyggnaden brann ner 1941. Carl Bärnheim köpte godset 1942 och återuppbyggde huvudbyggnaden. Karl-Ivar Levert drev godset mellan 1962 och 1971. Mellan 1980 och 1992 var gården behandlingshem för narkomaner.